# 雲紋刺鮨
雲紋刺鮨為輻鰭魚綱鱸形目鱸亞目鮨科的其中一種，分布於西南大西洋的阿根廷中部海域，本魚體褐色，體側具3-4條暗色橫帶，尾鰭圓形，背鰭、臀鰭吉身體具有許多不規則的小黑點，體長可達31公分，棲息在近海礁石區，為底棲性魚類，屬肉食性，生活習性不明。

## 擴展閱讀
維基物種上的相關：雲紋刺鮨